# Protos (fonction monastique)
Pour les articles homonymes, voir Protos.
Le protos (grec moderne : πρώτος, « premier » ; pluriel : protoi) est une fonction monastique de la communauté monastique du Mont Athos en Grèce. Le siège social du protos est situé à Karyes, Mont Athos.

## Nom
Le protos est également connu sous le nom de Protos Hesychaste, ou le "Premier Hésychaste".

## Histoire
Depuis la fondation du Protaton de Karyes au Xe siècle jusqu'en 1312, le Protos est directement nommé par l'empereur byzantin après avoir été élu par les higoumènes du mont Athos. Cependant, en novembre 1312, Andronic II Palaiologos publie une chrysobulle exigeant que les Protos soient nommés par le patriarche œcuménique de Constantinople plutôt que par l'empereur. Le troisième typikon du mont Athos, publié en 1400 et signé par Manuel II Palaiologos, a également réaffirmé cette exigence tout en restaurant divers droits et pouvoirs du Protos.

## Liste desprotoi
- Christodoulos de Patmos[3], après 1093
- Hilaire[4]
- Jean Tarchaneiotes, ca. 1107[5]
- John Chortaitinos[6], fl. 1253
- Niphon Kausokalybites, 1345-1347[7]
- Antoine, 1348 (serbe)[7]
- Dorothée de Hilandar, 1356-1366 (serbe)[7]